# Střevlík zlatolesklý
Střevlík zlatolesklý (Carabus auronitens) je druh dravého brouka z čeledi střevlíkovití.

## Popis
Střevlík zlatolesklý patří k největším druhům českých střevlíků, dorůstá délky 18–28 milimetrů. Zbarvení tohoto druhu je velmi variabilní a střevlík zlatolesklý tak vytváří mnoho geografických ras a barevných odchylek. Svrchní strana těla je leskle kovově zelená, místy zlatozelená nebo modrozelená a na každé krovce se nachází tři široké podélné žilky. Předohruď je celá načervenalá. Femury jsou obvykle červené, zbytek nohou je černý. Stejně tak u tykadel, kde je červený jen jejich první článek.
Záměna je možná s velmi podobným střevlíkem zlatým.

## Rozšíření
Střevlík zlatolesklý je rozšířen v Evropě od Španělska po Rumunsko a Ukrajinu. Chybí na Britských ostrovech, v severní Evropě a v západní Evropě na jih od Pyrenejí. V Karpatech byl pozorován ve výšce až 2500 metrů nad mořem.

## Výskyt
Vyskytuje se v lesích od pahorkatin do hor. V nížinách se objevuje jen v rozsáhlých lesích. Lze jej nalézt pod kůrou stromů i v trouchnivém dřevě. Venku se s dospělci setkáváme od dubna do září, v zimě jsou zalezlí pod kůrou. Jsou masožraví, jejich potravou jsou housenky, hlemýždi, slimáci a larvy různého hmyzu.